# Ligne de Giubiasco à Locarno
La ligne de Giubiasco à Locarno est une ligne ferroviaire suisse qui relie les villes de Giubiasco et Locarno dans le canton du Tessin.

## Histoire
La ligne a été ouverte le 20 décembre 1874 par l'entreprise Gotthardbahn. La mise en service de la ligne a été retardée par rapport aux dates prévues en raison de la destruction du pont sur la Verzasca les 14 et 15 août 1874 en raison du mauvais temps. Il a dû être reconstruit avec une travée supplémentaire.
Le 1er juin 1883, la deuxième voie entre Bellinzone et Giubiasco est mise en service.
En 1893, l'arrêt de Gordola est remplacé par la gare de Gordola-Verzasca et par la gare de Riazzino-Cugnasco.
Le 1er mai 1909, la ligne passe sous le giron des chemins de fer fédéraux suisses.
Le 6 février 1922, le tronçon de Bellinzone à Giubiasco a été électrifié. Le 15 mai 1936, le tronçon de Giubiasco à Locarno est également mis sous tension .
En 1950, la seconde voie a été posée entre Giubiasco et Cadenazzo, activée le 17 mai 1953.
En 1980, une variante comprenant le tunnel « Rocca Bella » a été ouverte à Tenero-Contra entre les gares de Tenero et de Locarno.
Depuis le 29 novembre 2004, le tronçon Cadenazzo-Locarno est télécommandé.
Le 14 décembre 2008, la gare de Riazzino a été mise en service, remplaçant la gare de Riazzino-Cugnasco.

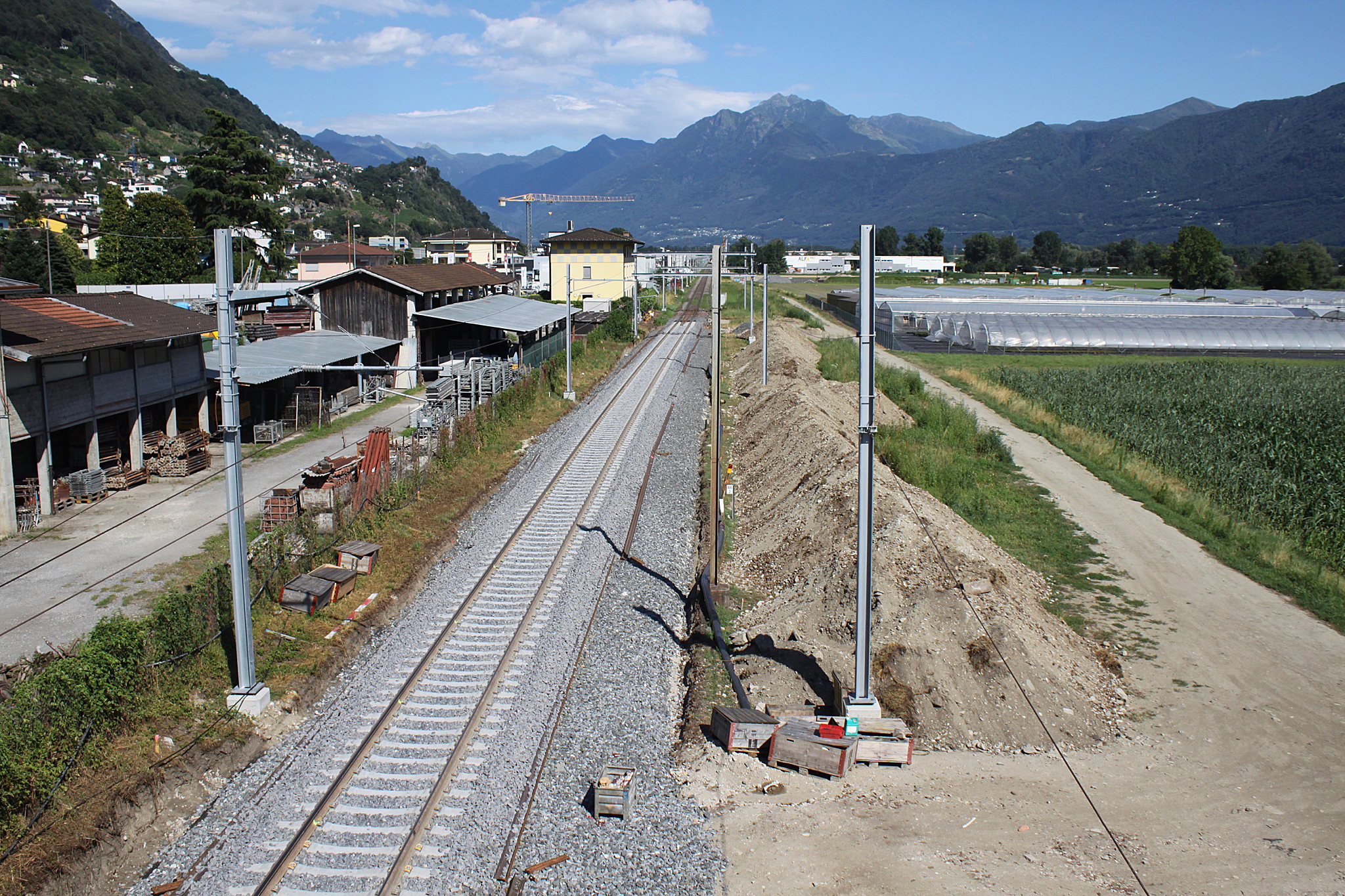
Travaux d'extension de la double voie non loin de la gare de Gordola en 9 2019.

La nouvelle offre mise en service sur la ligne le 5 avril 2021 a nécessité une augmentation de capacité sur la ligne grâce au doublement des voies sur une distance de 4 kilomètres entre les ponts sur la rivière Tessin (point kilométrique 162,680) et sur la rivière Verzasca (point kilométrique 167,000). La signalisation a également été adaptée pour réduire la distance admissible entre deux trains consécutifs des points kilométriques 161,605 à 171,280.

## Tracé
La ligne mesure 21,1 kilomètres de long et gravit un dénivelé de 35,60 mètres. Son tracé est caractérisé par de longues lignes droites ainsi que des courbes à grand rayon .

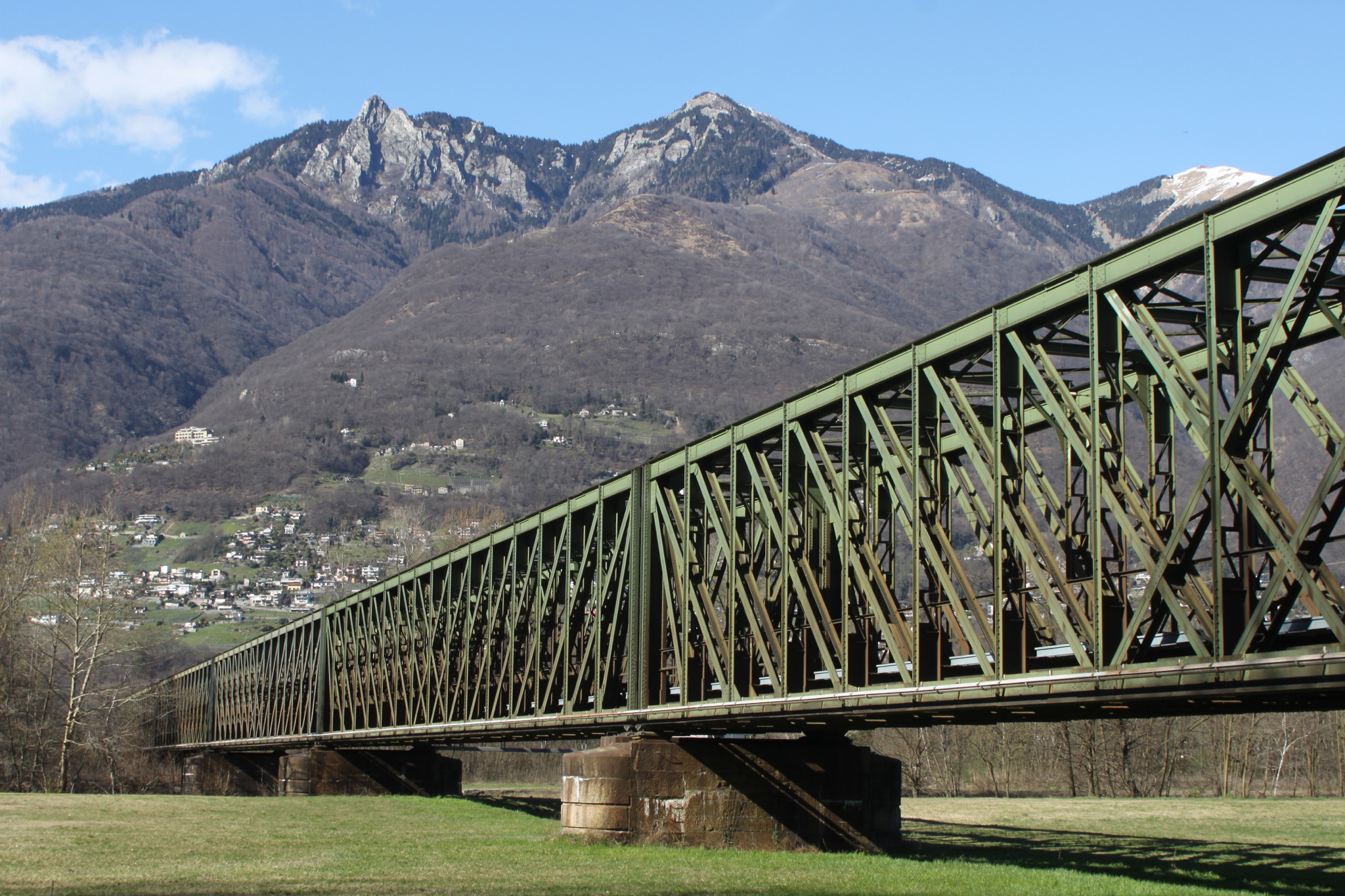
Le pont sur le Tessin vu depuis la rive gauche.

La ligne présente la particularité d'être dotée de deux imposants ponts dont l'un, avec cinq travées de 50 mètres de long chacune, franchit le Tessin entre Cadenazzo et Gordola tandis que le second franchit la Verzasca entre Gordola et Locarno à l'aide de deux travées de 50 mètres de long.
Au point kilométrique 166,36 se situe le point le plus bas du réseau ferroviaire CFF est atteint à 200,8 mètres d'altitude.

## Trafic
Jusqu'à la mise en service commercial du tunnel de base du Saint-Gothard pour le changement d'horaire du décembre 2016, la ligne du Gothard était desservie toutes les heures par des trains InterRegio reliant Bâle ou Zurich à Locarno,. Jusqu'au changement d'horaire du 13 décembre 2020, la ligne était desservie par deux trains InterCity circulant depuis la gare de Bâle CFF via le tunnel de base du Saint-Gothard.
En 2021, les titulaires des concessions ferroviaires pour le trafic passagers sur cette ligne sont le Südostbahn pour les lignes IR26/IR46 reliant respectivement Bâle et Zurich à Locarno via la ligne de faîte du Gothard, chacune toutes les deux heures en alternance. Ces deux lignes sont en correspondance en gare d'Arth-Goldau avec les lignes IC2/IC21 circulant via le tunnel de base du Saint-Gothard, assurant ainsi une cadence horaire entre Bâle, Zurich et le Tessin par les deux lignes,.
TiLo est chargée de l'exploitation des lignes S20 (Castione-Arbedo - Locarno), S30 (Cadenazzo - Gallarate) et RegioExpress RE80 (Locarno - Lugano - Milan) du réseau express régional tessinois.
Le trafic de fret régulier est limité à la section entre Bellinzone et Cadenazzo pour la circulation des trains à destination de la gare de Luino .